# Слобожанський контрнаступ (2022)
Слобожанський контрнаступ Збройних сил України (також — Балаклійський прорив, Харківський контрнаступ, Балаклійсько-Куп'янська наступальна операція) — контрнаступальна операція Сил оборони України на окуповану Росією територію Харківської області, яка розпочалася 6 вересня 2022 року. Після початку контрнаступу на півдні України в Херсонській області наприкінці серпня українські війська почали одночасний контрнаступ на початку вересня в Харківській області, на північному сході країни. Після несподіваного проникнення вглиб російських військ Україна визволила кілька сотень квадратних кілометрів території до 9 вересня. 10 вересня Інститут вивчення війни повідомив, що українські сили повернули контроль над приблизно 2500 км2 Харківської області, ефективно використавши прорив, а агентство «Reuters» повідомило, що російські війська були змушені відійти зі своєї бази в Ізюмі після того, як були відрізані захопленням ключового залізничного вузла Куп'янськ/
12 вересня було звільнено 6 000  км2 території України. Була звільнена майже вся Харківська область крім смуги за річкою Оскіл.
12 вересня ЗСУ увійшли у Святогірськ на півночі Донецької області. 13 вересня українські війська створили плацдарм через річку Оскіл поблизу Борової До 17 вересня ЗСУ прорвали лінію російського фронту вздовж річки Оскіл. 17 вересня українські війська перейшли на лівий берег річки Оскіл..
Під час звільнення Харківщини було знищено та захоплено десятки одиниць російської техніки, її вартість оцінювали в $700 млн.

## Передумови
Російські наступальні операції в перші місяці російського вторгнення в Україну залишили більшу частину Харківської області під контролем РФ, включаючи ключові логістичні центри Ізюм і Куп'янськ, але більша частина регіону залишалася під контролем України, а українські сили стримували російські просування до Харкова, трохи відкинувши росіян під час контрнаступів у березні та травні.
Після цього розвороту українські та західні військові аналітики вважали, що Російській Федерації не вистачає сухопутних сил, щоб розпочати новий наступ, і протягом наступних місяців лінії бойових дій у регіоні залишалися переважно нерухомими, а Харків було піддано потужному бомбардуванню російськими військами, які залишили 1000 загиблих, офіційні особи вважають, що бомбардування спрямоване на те, щоб змусити Україну зберегти сили в регіоні.
Наприкінці серпня та на початку вересня 2022 року російські війська в регіоні ослаблені після тисяч, у тому числі елітних підрозділів, як-от 1-ша гвардійська танкова армія, яка була передислокована до Херсона у відповідь на контрнаступ ЗСУ на півдні України. На думку українських спецпризначенців, широко розрекламований контрнаступ став дезінформаційною кампанією, яка мала на меті досягти такого результату, а також приховати підготовку українців до контрнаступу на Харківщині.

### Початок контрнаступу
6 вересня 2022 року українські війська розпочали контрнаступ у Харківській області, ймовірно, захопивши російські війська зненацька, та до 7 вересня просунулися щонайменше на 20 км окупованою Росією територією в напрямку Куп'янська та Ізюма та відвоювали близько 400 км2.
До 9 вересня українські військові прорвали російську оборону, та заявили, що вони просунулися майже на 50 км. Ця операція дала змогу розмістити їх приблизно на 44 км на північний захід від Ізюма — головної бази матеріально-технічного забезпечення Російської Федерації в області.
В результаті наступу в районі Ізюма на Харківщині, українська армія поповнилася сотнями одиниць трофейної російської техніки.
Просування росіян на Харківщині майже не було, відколи ЗС РФ відступили від Києва на початку війни.
10 вересня сталася подія, яку газета «Вашингтон пост» назвала «приголомшливою поразкою», тоді як російський військовий коментатор описав наступ як «катастрофу» і «найбільшу військову поразку Москви з 1943 року». Інститут вивчення війни оцінив, що українські сили звільнили приблизно 2500 км2 під час Харківського прориву, і один військовий експерт сказав, що це був перший випадок після Другої світової війни, коли цілі російські підрозділи розгромили.
11 вересня МО РФ оголосило про виведення російських військ майже з усієї Харківської області, крім східних частин Куп'янського й Ізюмського районів за річкою Оскіл, де частково розташоване місто Куп'янськ, а також селище Борова. У міністерстві оголосили про проведення «операції зі скорочення та перекидання військ».

## Хід боїв

### Прелюдія
29 серпня 2022 року Україна оголосила про контрнаступ на півдні України, який є частиною найбільшої дезінформаційної кампанії за всю війну, спрямованої на відволікання російських військ від Харкова. Російська Федерація передислокувала тисячі своїх військ, у тому числі елітні підрозділи, такі як 1-ша гвардійська танкова армія, до Херсонської області, залишивши свої війська у Харкові значно ослабленими та вразливими для нападу.

### Перша фаза

#### 6 вересня
Зосередивши необхідні сили на північ від Балаклії в районі Вербівки, українські війська перейшли в наступ у напрямках Балаклія — Волохів Яр — Шевченкове — Куп'янськ і на схід від Балаклії, в районах Савинці, Куньє тощо. На лінії зіткнення їм протистояли легкоозброєні сили окупаційні війська ДНР. Хоча російські військові блогери попереджали про неминучий український контрнаступ на північний захід від Ізюма за кілька днів до наступу українських військ, жодних дій вжито не було.

#### 7 вересня
Українські війська на південному сході Харківської області просунулися щонайменше на 20 км на територію, контрольовану Російською Федерацією, на сході Харківської області в напрямку Куп'янська та Ізюма, відвойовуючи близько 400 квадратних кілометрів території.

#### 8 вересня
Українські війська просунулися на 50 км углиб російських оборонних позицій на північ від Ізюма. До 7 вересня Балаклія була в облозі, бої точилися в східній і центральній частинах міста. Сили Нацгвардії РФ втратили контроль над містом Балаклія, що приблизно за 44 км на північний захід від Ізюма.
Інститут вивчення війни в щоденному звіті, 8 вересня, повідомляв, що ЗСУ під Балаклією просунулись на 20 км углиб позицій окупантів і контролюють 400 км² території. Крім цього, на думку експертів ISW, ЗСУ тактично дуже вдало використали передислокацію ЗС РФ для завдання удару.
У місті Балаклія підрозділи СОБР Росгвардії потрапили в оточення, після чого росгвардійці були виведені, а місто перейшло під контроль Збройних сил України. Також Збройні сили України зайняли понад 20 населених пунктів. Поблизу міста українські війська повернули найбільшу базу зберігання боєприпасів Центрального ракетно-артилерійського управління Збройних Сил України.
Після швидкого визволення Балаклії, того ж дня українські війська бліцкригом оволодіти селом Шевченкове. Російські війська в паніці відступили в бік міста Куп'янськ, тоді як значно більші українські сили того ж дня продовжили наступ у напрямку Ізюма та Куп'янська.
Крім Шевченкового, українські військові вибили російських окупантів з Борщівки, Волохів Яру, Іванівки та низці інших населених пунктів.

#### 9 вересня
Окупаційна адміністрація Харківської області заявила про «евакуацію» населення з Ізюма, Куп'янська і Великого Бурлука.
Головне управління розвідки Міністерства оборони України повідомило, що 237-й гвардійський десантно-штурмовий полк армії Російської Федерації припинив своє існування.

#### 10 вересня
10 вересня, за повідомленням, Куп'янськ та Ізюм були відвойовані українськими військами, а українські війська, як повідомляється, просувалися до Лимана. Радник голови Харківської обласної ради Наталія Попова опублікувала у Facebook фото військових з українським прапором біля мерії Куп'янська. За словами радника президента Олексія Арестовича, російські війська в Ізюмі «майже» ізольовані. Крім того, Міністерство оборони Великої Британії заявило у своєму щоденному оновленні, що російські війська в Ізюмі «ймовірно, дедалі більше ізольовані». Російський відступ описується як такий, що потенційно може стати розгромом. Українські силовики та поліція рушили до відвойованих населених пунктів, щоб перевірити особи тих, хто залишився під російською окупацією. Пізніше того ж дня голова Луганської області Сергій Гайдай заявив, що українські війська просунулися до околиць Лисичанська. Газета «Нью-Йорк таймс» зазначила, що «падіння стратегічно важливого міста Ізюм, що на сході України, є найнищівнішим ударом для Російської Федерації з моменту її принизливого відступу з Києва».
Речник Міноборони РФ Ігор Конашенков пізно ввечері 10 вересня заявив, що російські війська в районі Балаклії та Ізюма «перегрупуються» в районі Донецька «для досягнення заявлених цілей спеціальної військової операції зі звільнення Донбасу». Зеленський зазначив, що «російська армія в ці дні демонструє найкраще, на що вона здатна, — показує спину. І, звісно, для них це гарне рішення бігти», і заявив, що з початку контрнаступу Україна відбила 2000 км2.

#### 11 вересня
11 вересня повідомлялося, що російські війська відступили з Козачої Лопані, а місцеві жителі підняли український прапор біля ратуші. Карта, використана під час брифінгу Міноборони РФ того ж дня, підтвердила, що російські війська відступили з Козачої Лопані, а також Вовчанська та інших населених пунктів на українсько-російському кордоні. Також українським військовим повернуто Великий Бурлук.
російські окупаційні війська о 20:06 влучили ракетою Калібр по Харківській ТЕЦ-5, що залишило без світла Полтавську, Сумську, Харківську, Дніпропетровську, Донецьку області.

#### 12 вересня
12 вересня, за зведенням Генштабу ЗСУ, ООС витіснили російські війська з понад 20 населених пунктів: зокрема, росіяни залишили села Великий Бурлук і Дворічна Харківської області.

### Друга фаза
Уся окупована Харківська область на захід від річки Оскіл була відвойована Україною до 13 вересня, а державні ЗМІ заявили, що її війська увійшли до Вовчанська.
Попри намір Росії зберегти лінію фронту вздовж річки Оскіл, українські війська вже форсували річку ще 13 вересня в кількох місцях. Близько 13 вересня українські війська форсували річку в районі Борової та створили плацдарм.
15 вересня деякі російські джерела стверджували, що українські сили розмістили артилерійські позиції в Гряниківці, навпроти Дворічної на східному березі річки Оскіл. Того ж дня українські війська відбили Соснове на Донеччині та змусили російські сили відійти від села Студенок Харківської області на південний схід до Ізюма, щоб уникнути оточення[джерело?].
16 вересня українські війська повернули контроль над селищем Куп'янськ-Вузловий, на східній стороні річки Оскіл і навпроти Куп'янська, а також східну частину Куп'янська, створивши ще один плацдарм через річку Оскіл. Це ще більше загрожує російським лініям постачання на півночі Луганської області, ставлячи під загрозу мету Російської Федерації щодо окупації на решті території Донбасу.
18 вересня українські сили та військовий губернатор Луганської області Сергій Гайдай у своїх Telegram-каналах підтвердили, що Україна перетнула та контролює лівий берег (східну сторону) річки Оскіл.
19 вересня підтвердилося, що українські війська звільнили село Білогорівка. Це було значною перевагою, оскільки ця територія є частиною Луганської області, а це означає, що Російська Федерація більше не має повний контроль над областю.
22 вересня повідомлялося, що «українські війська зайняли позиції на схід від Дворічної та ведуть бої в Тавільжанці, яка, як повідомляється, все ще є спірною територією». З огляду на те, що Тавільжанка розташована на схід від іншого населеного пункту, Гряниківки, і остання вже була звільнена українськими силами 15 вересня, коли Україна розмістила там артилерійські позиції, це «збігається з попередніми повідомленнями про продовження зусиль України прорвати нинішню російську оборону, що проходить уздовж річки Оскіл і просуваються на схід».
23 вересня Збройні сили України звільнили село Яцьківка Донецької області, повідомив заступник начальника оперативного управління Генштабу ЗСУ Олексій Громов.
24 вересня українські війська звільнили Гороб'ївку, що на схід від Гряниківки, а також на східній стороні річки Оскіл. Також українські війська звільнили Петропавлівку, що за 7 км на схід від Куп'янська, і неподалік від Куп'янська-Вузлового, також на східному березі річки Оскіл. Ще два населені пункти Кучерівка та Подоли затиснуті між Куп'янськом-Вузловим і Петропавлівкою і були звільнені до 24 вересня.
25 вересня українські сили, ймовірно, контролюють Маліївку, населений пункт на північ від адміністративних кордонів між Харківської та Донецької областей і на схід від Пісків-Радьківських, на тлі другої битви за Лиман. До 26 вересня значна частина Куп'янського району була повернута Україні.
26 вересня українські війська просунулися з Донецької області на північ і звільнили Піски-Радьківські, селище на східному березі річки Оскіл у Харківській області та за 35 км на північний захід від Лиману, але безпосередньо на південь від Борової.
27 вересня повідомлялося про подальше збільшення успіхів на схід від річки Оскіл, коли українські сили увійшли до сел Рідкодуб і Коровій Яр.
28 вересня українські війська підняли українські прапори над Ківшарівкою, приблизно за 10 км на південний схід від Куп'янська; відомий російський військовий кореспондент стверджував, що всі російські підрозділи повністю вийшли з Куп'янська 28 вересня, хоча незрозуміло, куди ці підрозділи передислокуються. Українські війська увійшли в місто Новоселівка Донецької області, приблизно за 12 км на північний захід від Лиману, на лівому березі річки Оскіл, і є стратегічним пунктом пропуску.
30 вересня українські війська звільнили Ямпіль, ключове селище за 8 км на південний схід від Лиману. Проросійський телеграм-канал повідомив, що «Збройним силам України вдалося прорвати оборонні порядки ЗС РФ і змусити російські війська почати відступати до міста Лиман».

## Оцінки та реакції

### У світі
В Американському інституті вивчення війни (ISW) відзначили, що стрімкі темпи українського контрнаступу порушують давно утримані російською армією лінії сухопутного сполучення, які використовуються для підтримки російської армії в північній частині Луганської області, а звільнення Ізюма (на момент публікації його статус був суперечливим) — найбільшим військовим досягненням України після перемоги в битві за Київ. ISW вважає, що це призведе до серйозної перешкоди діяльності Російської Федерації. Станом на 11 вересня ISW зазначав, що західна зброя була необхідною для успіху України, але недостатньою, а вирішальну роль у блискавичному успіху зіграло вміле планування та проведення кампанії. ISW стверджує, що тривалі приготування та оголошення контрнаступу в Херсонській області збили росіян з пантелику, що призвело до відвернення уваги російської армії від Харківської області, куди згодом завдала удар українська армія. ІСВ вважає, що звільнення окупованого на початку квітня Ізюма знищило перспективу Російської Федерації захоплення Донецької області.
10 вересня представники Міністерства оборони Великої Британії припустили, що російська армія практично не захищала більшість відвойованих Україною територій.
Reuters і BBC назвали втрату Ізюма, який російська армія намагалася зайняти понад місяць на початку вторгнення, «великим приниженням» для президента Російської Федерації Володимира Путіна і найгіршою поразкою Москви з моменту відступу з Києва у березні.
BBC з посиланням на військового експерта стверджує, що український контрнаступ є першим випадком, коли Російська Федерація втратила цілі підрозділи з часів Другої світової війни. У відомстві також зазначили, що успіх української армії в рамках міжнародних переговорів про військову підтримку є вирішальним свідченням того, що Україна здатна повернути окуповані території.
За словами міністра закордонних справ України Дмитра Кулеби, контрнаступи України доводять, що українські військові можуть швидше завершити війну з більшою кількістю західної зброї, як і президент Зеленський 12 вересня Успіхи України в Харківській області є вирішальним стимулом довіри для Києва, який все більше покладається на військову допомогу своїх західних союзників..
Успішне планування та реалізацію контрнаступу порівнюють як одну з найкращих військових операцій в історії воєн. Остання подібна була проведена більш ніж 50 років потому у Війні Судного дня між Ізраїлем і Єгиптом.

### У Російській Федерації
Відсутність офіційних реакцій та ґрунтовних пояснень з боку посадовців РФ щодо провалу армії викликали неабияке обурення серед росіян.
Майже повне мовчання російської влади щодо поразки — або будь-якого пояснення подій там — викликало значний гнів серед деяких провоєнних коментаторів і російських націоналістів у соціальних мережах. 11 вересня дехто закликав президента Володимира Путіна внести негайні зміни, щоб забезпечити остаточну перемогу у війні Деякі військові кореспонденти закликали до мобілізації всередині РФ.
Поки Україна вела контрнаступ, Володимир Путін замість коментарів відкрив оглядове колесо на московському ВДНГ і відсвяткував День міста Москви. Військові блогери розкритикували його за продовження святкувань..

10 вересня, ввечері, в Москві відбувся святковий феєрверк, який раніше закликали скасувати багато провоєнних політиків всередині РФ, як-от лідер «Справедлива Росія — за правду» Сергій Миронов. Лідер Чечні Рамзан Кадиров поставив під сумнів тактику російського керівництва щодо війни, написавши у своєму Telegram-каналі:
Я не стратег, у плані як на рівні міністерства оборони, але були допущені помилки. Я думаю, що вони зроблять висновки […] Якщо сьогодні-завтра не будуть зроблені зміни у стратегії проведення СВО, я буду вимушений виходити на керівництво міноборони та країни, щоб роз'яснити їм ситуацію, яка реально є. Ситуація дуже цікава".
12 вересня Meduza повідомила, що за даними двох джерел, близьких до Кремля, псевдореферендуми для анексії самопроголошених «ДНР» і «ЛНР» перенесені на невизначений термін після попереднього перенесення з 11 вересня на 4 листопада.

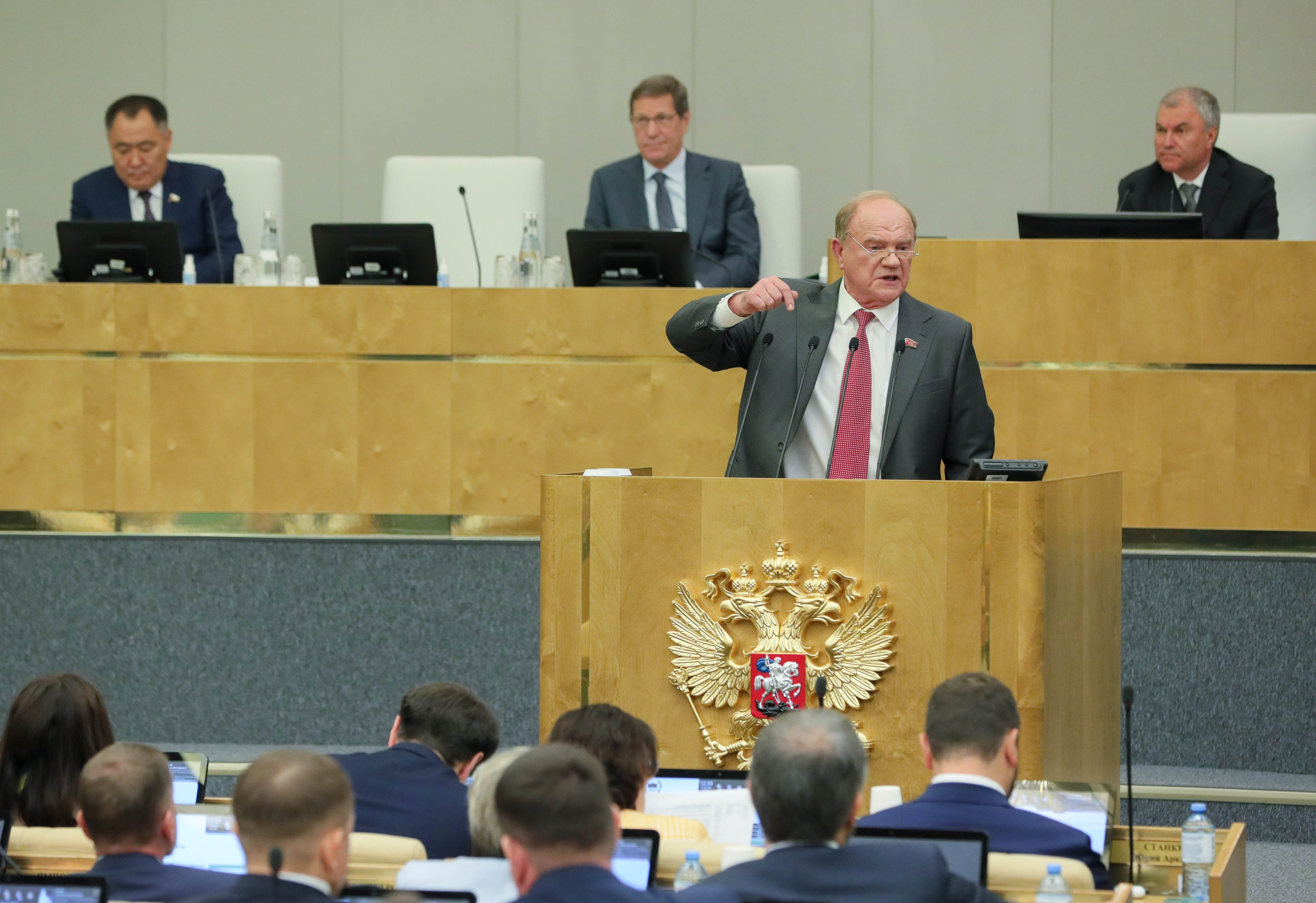
Лідер КПРФ Геннадій Зюганов закликав до загальної мобілізації на першому засіданні Держдуми після успішного контрнаступу України

12 вересня депутат Держдуми від «Єдиної Росії» Михаїл Шеремет виступив за «загальну мобілізацію»..
13 вересня лідер КПРФ Геннадій Зюганов виступив за максимальну мобілізацію сил і засобів, але пізніше прессекретар КПРФ Олександр Ющенко заявив, що Зюганов закликав мобілізувати економіку і ресурси, а не населення, і рекомендував «стратити деякі групи, які займаються відвертими провокаціями».
Подальші атаки Росії на українську цивільну інфраструктуру трактувалися як спроба хоча б частково задовольнити вимоги радикальних прихильників війни в Російській Федерації, які закликали до подальшої ескалації російської тактики.

## Наслідки
Коли українські війська увійшли до міст Балаклія та Ізюм, вони виявили численні місця масових поховань, де російські окупанти створили геноцид українців, з катуванням та страченням.

## Західне та трофейне обладнання
Відомо про використання ЗСУ значної кількості поставленої країнами техніки, зокрема, були помічені: САУ Krab, PzH 2000 та M109A5Ö, РСЗВ HIMARS та M270, танки T-72M1/M1R, ББМ FV103 Spartan, M113 різних модифікацій, Bushmaster, MaxxPro, HMMWV та автомобілі Peugeot P4, MAN KAT 5T, Saurer 2DM та Pinzgauer Vector PPV.

## У культурі
- У народі наступ називали «Фредерікус 2.0»[116][117][118][119] через збіжності з операцією Вермахту «Фредерікус» 1942 року, коли німецькі війська розгромили переважні частини радянської армії стрімкими проривами[120][121]. Форма лінії фронту також була подібною до тої, що утворилась 8 вересня[122][123]. Білі козацькі хрести на українській бронетехніці створили ще більше схожостей[джерело?].
- Стрімкий та неочікуваний прорив фронту українськими військами одразу породили велику кількість мемів (див. «копіум»). Особливої популярності набула фраза з російського пропагандистського телеграм-каналу про ситуацію в Балаклії 6 вересня[124][125]: рос. «Никакой паники нет. В Балаклее стояли в основном мобилизованные. Сейчас в Балаклею идут резервы. Работает ствольная и реактивная артиллерия. Активно работает авиация. Речи о глубоком прорыве не идёт. Ситуация ± как с контрнаступлением нацистов на Херсонском направлении». Фраза іронічна, бо на той момент Балаклія знаходилась в оперативному оточенні та невдовзі була здана, глибокий прорив теж мав місце.
- Під час наступу з'явились нові розрізнювальні позначки на українській військовій техніці: рівносторонні хрести, зазвичай білі, подібні до хрестів на козацьких хоругвах. Ці позначки швидко прижились в інфопросторі як символ контрнаступу та військової слави ЗСУ. Флешмоб із демонстрацією хреста в соцмережах підтримали зокрема й державні діячі[126]. Крім козацького хреста, позначка також посилається на Залізний хрест УНР[127].

## Галерея

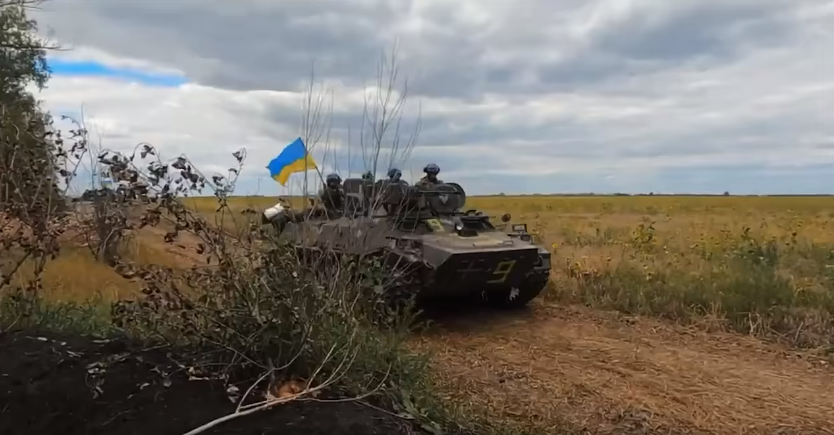
Трофейний МТ-ЛБВМК з прапором та хрестами
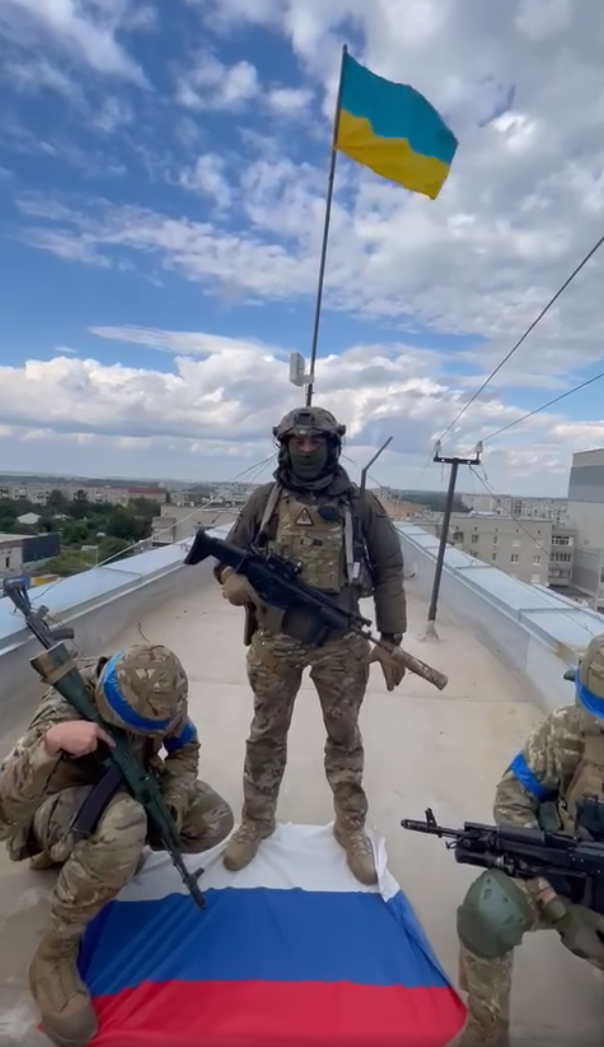
Український прапор у Балаклії 8 вересня
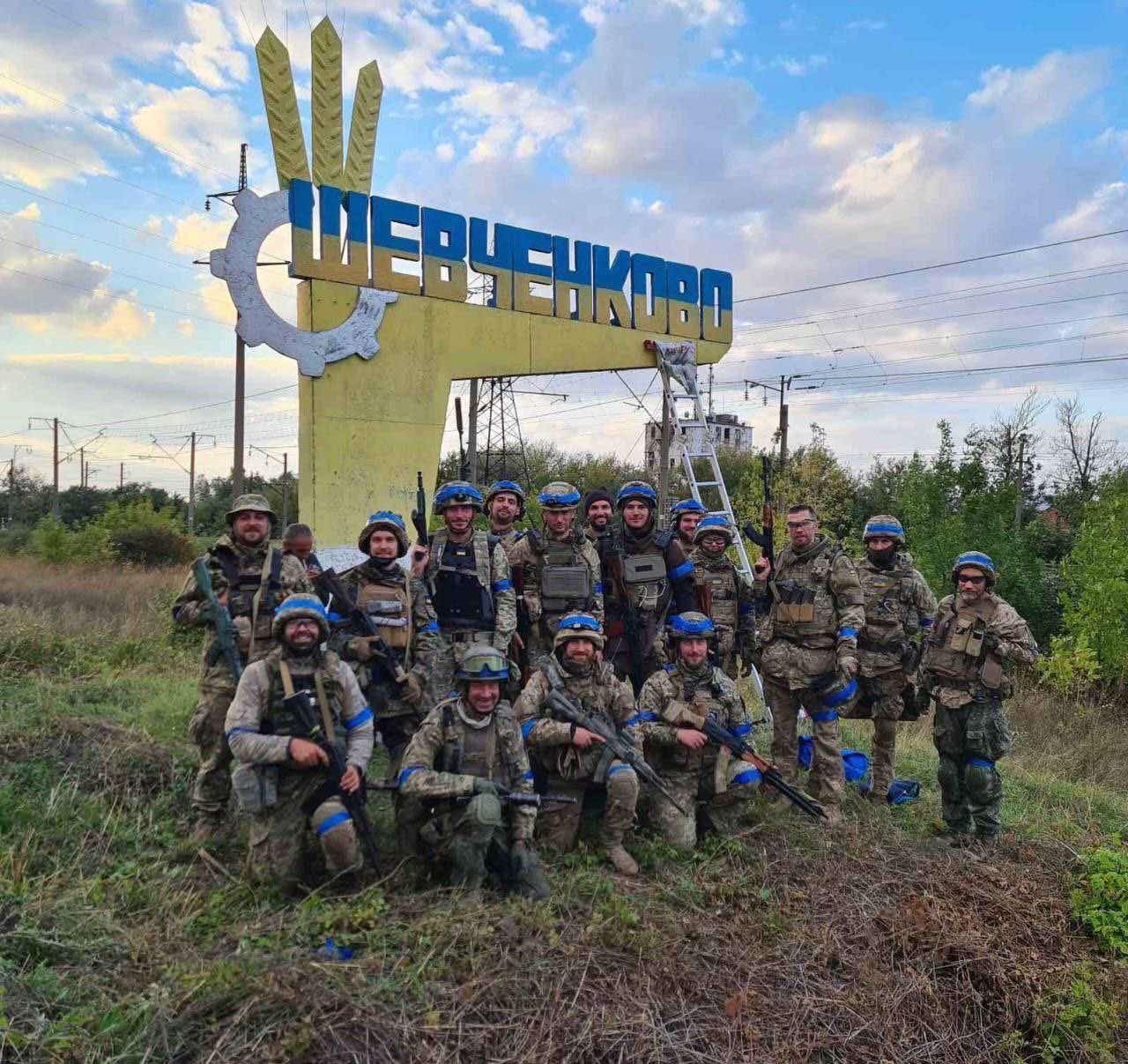
Бійці територіальної оборони України біля свіжо перефарбованого (з кольорів російського прапора на український) в’їзного знаку у звільненому від російської армії селищі Шевченкове
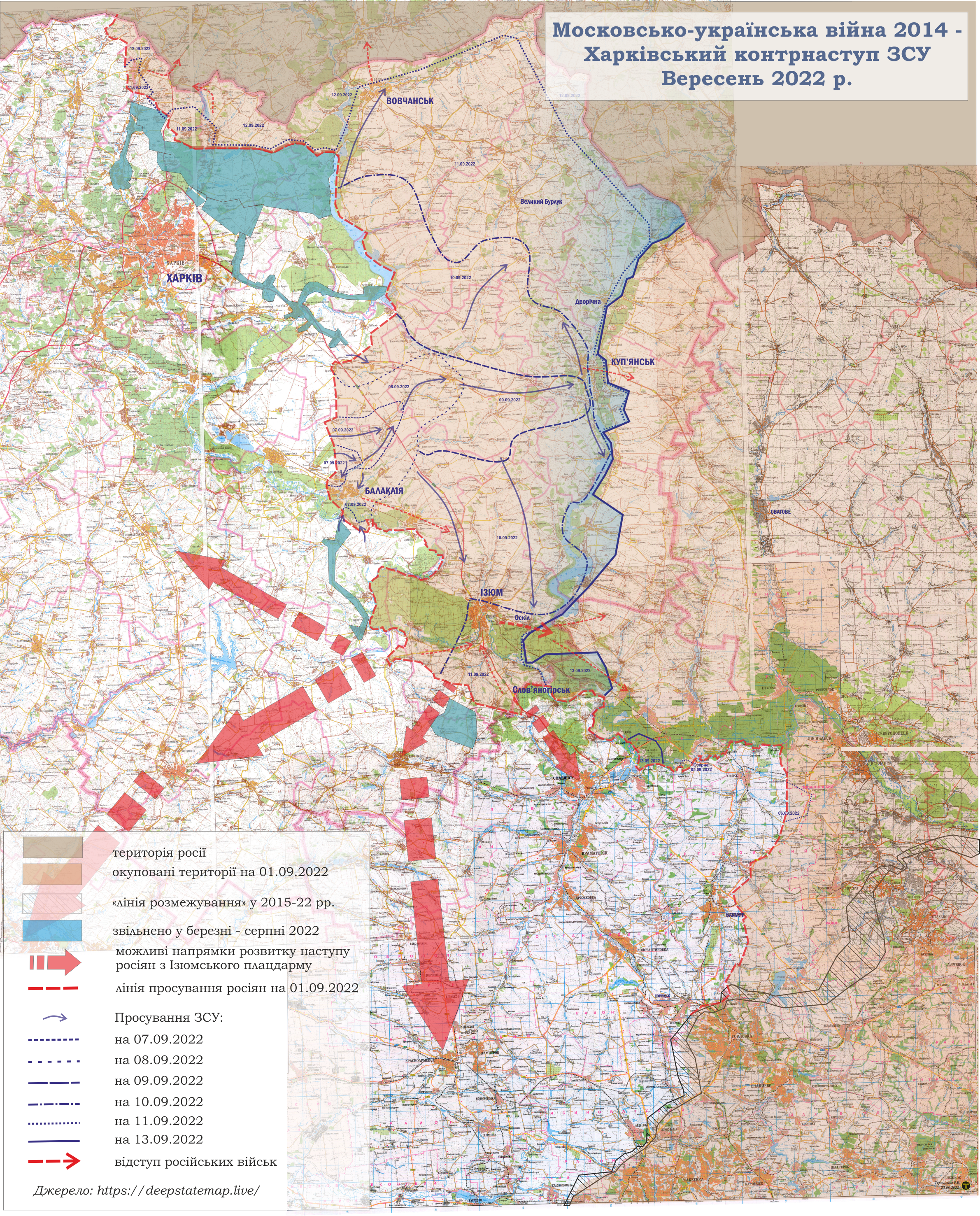
Схема контрнаступу під Харковом, вересень 2022
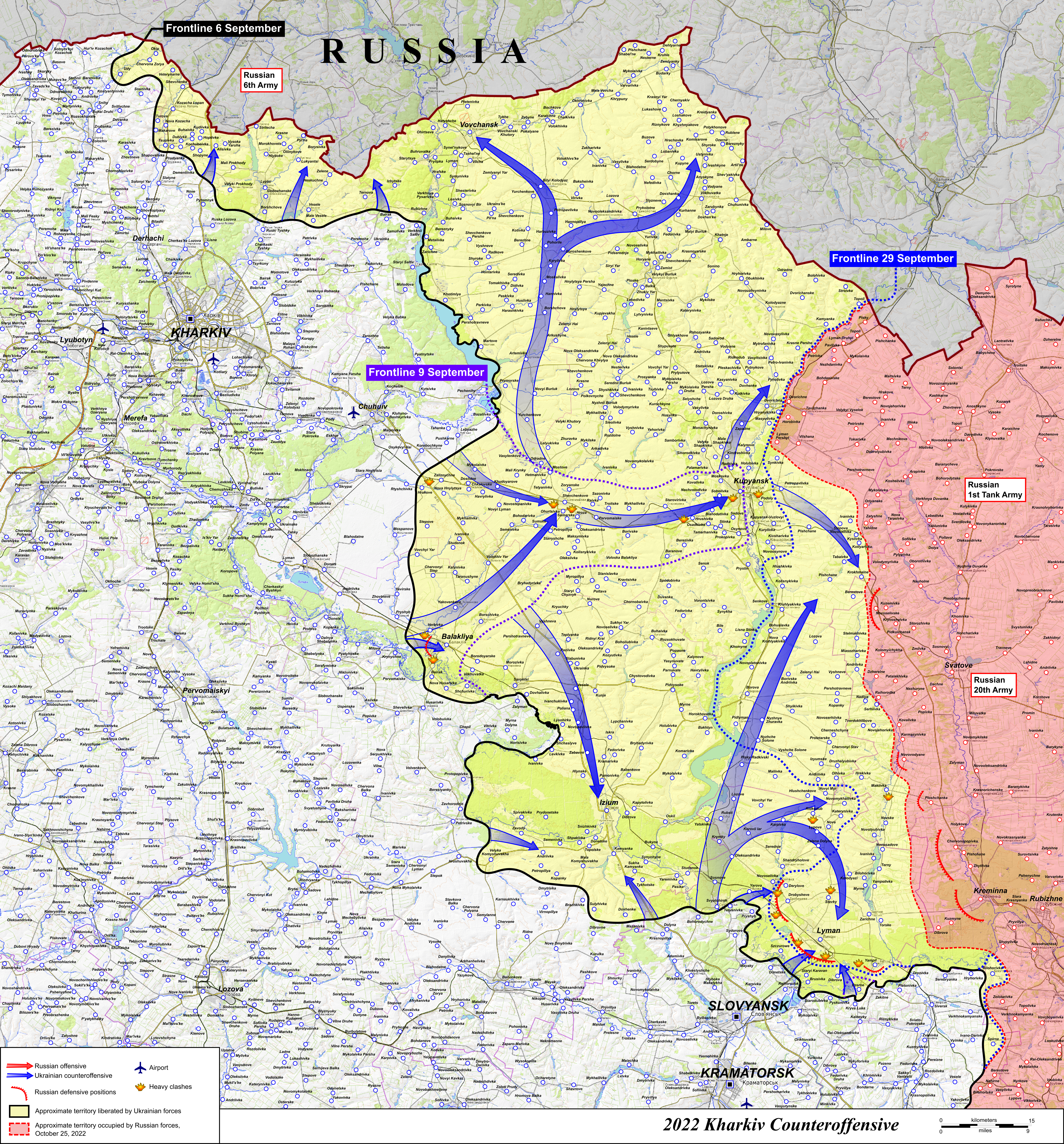
Схема контрнаступу